# 中国城嘉柏大酒店
中国城嘉柏大酒店是湖南省中城富通置业有限公司旗下的二级企业，位于长沙市解放东路233号。酒店与300多间客房，是湖南省内首家配备智能化系统的五星级酒店。
- 中国城嘉柏大酒店面市
- 吴先发：长沙CBD新宠—中国城·嘉柏大酒店